# اولگ چومک
اولگ چومک (انگلیسی: Oleh Chumak؛ زادهٔ ۲۲ مهٔ ۱۹۷۰) ورزشکار وزنه‌برداری اهل اوکراین است.